# عمارت (فیلم)
عمارت (به انگلیسی: The Manor) یک فیلم آمریکایی ترسناک ماوراء طبیعی گوتیک است که در سال ۲۰۲۱ به نمایش درآمد، نویسندگی و کارگردانی آن را اکسل کارولین بر عهده داشت. بازیگران اصلی باربارا هرشی، بروس دیویسن، استیسی تراویس، سیرا پیتن، جیل لارسون و مارک استگر هستند.
این فیلم به عنوان هشتمین بخش از مجموعه فیلم به بلوم‌هاوس خوش آمدید، در روز ۸ اکتبر ۲۰۲۱ توسط شرکت آمازون استودیوز  ایالات متحده منتشر شد.